# Brahea edulis
Brahea edulis is de botanische naam van een palm. De Franse naam is 'palmier de Guadalupe'. De soort is afkomstig van het eiland Isla Guadalupe, waar ze in rotsachtige bodem tot een hoogte van 1000 m voorkomt.
De palm heeft een tot 50 cm brede stam en bereikt een hoogte van 10-12 m. De vruchten zijn eetbaar en worden zwart als ze rijp zijn.
Tijdens de koude winter van 1985/1986 hebben deze palmen zonder schade overleefd in bepaalde Franse regio's.